# Estadio Nicolás Álvarez Ortega
Estadio Nicolás Álvarez Ortega es un estadio de fútbol que actualmente se encuentra en reconstrucción. Se ubica en Tepic, capital del estado de Nayarit, y fue durante varias décadas sede del Club Deportivo Tepic, equipo fundador de la Primera División "A", misma que fuera la segunda categoría profesional del fútbol mexicano.

## Historia

### Antiguos Estadios (1947-2009)
El Estadio Nicolás Álvarez Ortega fue inaugurado en 1947 como parte de un complejo deportivo que incluía escenarios para la práctica de otras actividades recreativas ya que contaba con pista de atletismo, además de un complejo de béisbol anexo conocido como el Estadio Municipal de Béisbol, mismo que era utilizado para ligas regionales y olimpiadas escolares.  
El recinto fue bautizado así en honor al atleta tepiqueño impulsor del deporte en la entidad y quien lograra profesionalizarse en diferentes disciplinas deportivas como el fútbol y el béisbol; también se le conoció por haber portado la Antorcha Olímpica en 1968 y fue inducido al Salón de la Fama del Deporte en Nayarit.  
Se trató de un estadio con infraestructura y servicios bastante precarios, contando con una capacidad máxima de 7,000 expectadores una vez se le agregó el graderío de metal. El antiguo NAO contó con una pista de atletismo olímpica por lo que se le denominó por un tiempo como Estadio Olímpico, esto para poderse buscar una candidatura como sede de la Olimpiada Nacional. 
El NAO fue la casa del Club Deportivo Tepic desde su fundación en 1959, equipo que jugó y fue fundador de la Liga de Ascenso y de la Primera Divisón "A" de México. Recibiendo la final por el ascenso a la Primera División en dos ocasiones, la primera jugándose la ida de la final de la Temporada 1981-82 de la Segunda División de México; y una vez más en el 2002 donde logró el campeonato de la Segunda División, aunque en el partido por la promoción a Primera División se perdió el pase ante Delfines de Coatzacoalcos.
El NAO también fue sede del equipo local de fútbol Chivas Coras Tepic, filial de la Primera División 'A' de México perteneciente al Club Deportivo Guadalajara, viendo desfilar a una buena cantidad de jugadores que más tarde se consagrarían con el primer equipo conquistando el campeonato mexicano en el 2007, como lo son Johnny Magallón, Patricio Araujo, Omar Esparza, José Antonio Patlán y Luis Ernesto Michel. Así mismo, se dio el paso fugáz de algunos futbolistas que lograron destacar internacionalmente como Javier Hernández, Carlos Vela, Omar Bravo, entre otros.

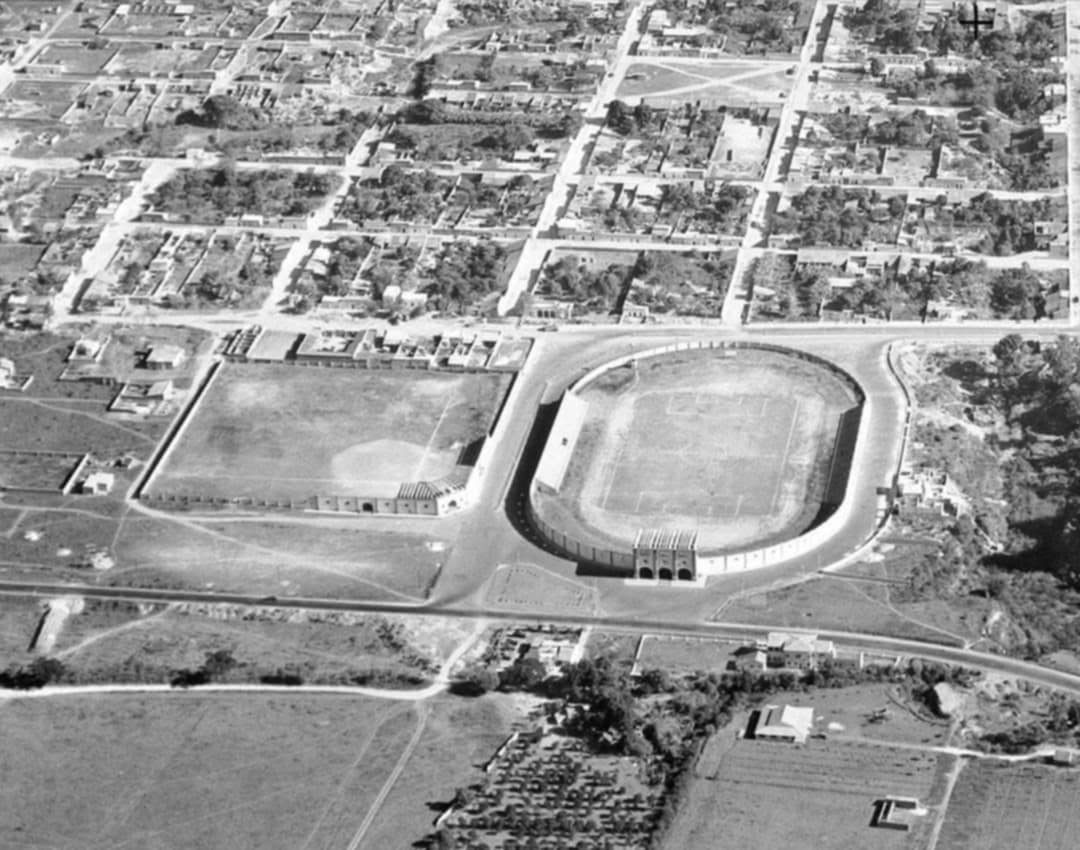
Fotografía aérea de los antiguos estadios de la ciudad de Tepic, Nayarit.

Fue sede de la Olimpiada Nacional 2004, justa deportiva multidisciplinaria, en la que participan atletas amateur de los 32 estados deMéxico.

#### Estadio de Béisbol
Anexo al Estadio NAO y formando parte de este complejo deportivo se encontraba el Estadio Municipal de Béisbol de Tepic, el cual contaba con una capacidad de aproximadamente 4,000 espectadores y fungía como la casa de los Cafeteros de Tepic en la Liga Invernal del Noroeste. 
Al igual que el Estadio Nicolás Álvarez Ortega, el Estadio Municipal de Béisbol fue demolido en el 2009 y el predio se mantuvo en el abandono durante años hasta que Asociaciones Civiles locales deicidieron intervenir y crear el llamado "Parque de la Dignidad", buscando otorgarle a la ciudad un nuevo espacio de esparcimiento y áreas verdes. Sin embargo, tiempo después y ante la falta de apoyo gubernamental el parque luce actualmente deteriorado y en desuso.
En el año 2022 se propuso crear un nuevo parque de pelota en la antigua ubicación del Estadio de Béisbol de Tepic, pero la idea no pudo prosperar y este se terminó edificando en la colonia Santa Teresita.

### Construcción del nuevo Estadio (2025)
En marzo de 2009, durante la gestión estatal de Ney González Sánchez se anunció la demolición de los estadios originales para construir en el mismo sitio una nueva y moderna zona deportiva que contaría con un totalmente renovado estadio de fútbol y un estadio de béisbol, mismos que se conectarían mediante un tunel flotante que pasaría sobre la Av. Estadios, dichos complejos deportivos serían conocidos como Estadio Centenario y Bicentenario, respectivamente, pero debido a motivos presupuestales se canceló la construcción, aunque se demolieron tanto el estadio municipal de béisbol como el estadio Nicolás Álvarez Ortega dando lugar a otro tipo de áreas recreativas que, a la postre, fueron quedando en el olvido durante sexenios.
Fue en abril de 2022, y bajo el mandato de Miguel Ángel Navarro Quintero que comenzó a barajearse la posibilidad de devolver los emblemáticos estadios a su lugar original. En primer lugar se planteó la construcción de un nuevo estadio de béisbol para albergar a un equipo de las ligas profesionales del país, pero debido al descontento de un sector de la población que se opuso al proyecto, se buscó una nueva ubicación para el mismo, toda vez que ya se tenía el presupuesto para el estadio aprobado. Dando como resultado la edificación del Estadio Coloso del Pacífico, casa de los Jaguares de Nayarit de la Liga Mexicana del Pacífico, mismo que se terminó edificando en la Unidad Deportiva Santa Teresita de Tepic. Sin embargo, fue en noviembre de 2024 que el gobernador anunció que ya se contaba con el anteproyecto y el presupuesto aprobado para un nuevo estadio de fútbol ubicado exactamente en el terreno donde se ubicó durante décadas el NAO.
El 31 de mayo de 2025 se dio la ceremonia de inicio de construcción del nuevo Estadio Nicolás Álvarez Ortega, el cual contará con un diseño moderno y respetará las tradiciones del antiguo NAO, contando nuevamente con la emblemática "cachucha" y una capacidad para 12,600 espectadores. Este nuevo recinto, a diferencia de su antepasado, no contará con pista olímpica y tendrá las tribunas cerca de la cancha, así mismo tendrá dos zonas de palcos, zonas comerciales, explanada, será sede de la Escuela Estatal de Bellas Artes, misma que se ubicaba en el fallido complejo Ciudad de las Artes, iniciado en el sexenio de Roberto Sandoval Castañeda.